# Hołynka (przystanek kolejowy)
Hołynka (biał. Галынка, ros. Голынка) – przystanek kolejowy w miejscowości Hołynka, w rejonie wołkowyskim, w obwodzie grodzieńskim, na Białorusi.